# Куманич
 Тази статия е за селото в Драмско.  За селото в Костурско, Гърция вижте Куманичево (дем Костур).  За селото в Тиквеш, Република Македония вижте Куманичево (община Кавадарци).
Куманѝч или Команѝч (на гръцки: Δασωτό, Дасото, катаревуса: Δασωτόν, Дасотон, до 1927 година Κουμανίτσα, Куманица) е село в Република Гърция, дем Неврокоп, област Източна Македония и Тракия.

## География
Селото е разположено на 7 километра западно от демовия център Зърнево (Като Неврокопи), на 630 m надморска височина в южното подножие на планината Стъргач.

## История

### Етимология
Според Йордан Н. Иванов името на селото се е развило от *Куманьци или *Куманьць и е от личното име Куман. Формата Куманич е повлияна от турския изговор, който обаче може да насочва и към начално *Куманица, което е често при българската топонимия.

### В Османската империя
През ΧΙΧ век Куманич е чисто българско село, числящо се към Неврокопската кааза на Серския санджак. Куманич е единственото чифлигарско селище в Мървашко, собственост на неврокопски бей. До средата на XIX век жителите на Куманич промиват магнетитов пясък в Черна гора, а от Стъргач добиват огнеупорни плочи и камъни за пехците. Част от куманичени се занимават с дръндарство, като местните майстори заедно с либяховци стигат на юг чак до Солун.
Гробищната църква „Свети Николай“ е от 1831 година, а енорийската „Успение Богородично“ – от 1870 година.
В „Етнография на вилаетите Адрианопол, Монастир и Салоника“, издадена в Константинопол в 1878 година и отразяваща статистиката на населението от 1873 година, Команич (Komanitch) е посочено като село с 84 домакинства с 280 жители българи.
В 1889 година Стефан Веркович (Топографическо-этнографическій очеркъ Македоніи) отбелязва Куманич като чифлик с 54 български къщи.
Според статистиката на Васил Кънчов („Македония. Етнография и статистика“) към 1900 година населението на селото брои общо 750 души, всички българи християни. Според гръцката статистика, през 1913 година в Куманич (Κουμανίτς) живеят 820 души.
По данни на секретаря на Българската екзархия Димитър Мишев („La Macédoine et sa Population Chrétienne“) в 1905 година в Куманич има 1040 българи екзархисти и 6 цигани. В селото функционира начално българско училище с 1 учител и 27 ученици.

### В Гърция
Селото е освободено от османска власт по време на Балканската война от части на българската армия. След Междусъюзническата война от 1913 година Куманич попада в пределете на Гърция. Населението му се изселва в България през зимата на 1919 година (настанено в Неврокопско, Пазарджик и други места) и на негово място са настанени гърци бежанци. Според Тодор Симовски след Първата световна война около половината население на селото се изселва в България. След Търлиския инцидент в 1924 година, 479 души официално се изселват в България. На тяхно място са заселени 102 гръцки бежански семейства с 384 души. В селото остават 120 местни жители.
Към 1928 година Куманич е смесено местно-бежанско село със 102 семейства и 384 души бежанци.
По време на Гражданската война в Гърция (1946 – 1949) жителите на селото са изселени във вътрешността на страната и след края на войната, част от тях не се връщат.
Населението произвежда тютюн, жито, картофи и други селскостопански продукти, като се занимава частично и със скотовъдство.
| Име     | Име     | Ново име | Ново име | Описание |
| ------- | ------- | -------- | -------- | -------- |
| Василка | Βασίλκα | Василики | Βασιλική |          |

| Година    | 1913 | 1920 | 1928 | 1940 | 1951 | 1961 | 1971 | 1981 | 1991 | 2001 | 2011 | 2021 |
| --------- | ---- | ---- | ---- | ---- | ---- | ---- | ---- | ---- | ---- | ---- | ---- | ---- |
| Население | 820  | 466  | 505  | 843  | 595  | 687  | 437  | 275  | 271  | 224  | 235  | 132  |

## Личности
Родени в Куманич
- Ангел Апостолов, македоно-одрински опълченец, 26-годишен, земеделец, надничар, основно обарзование, четата на Стоян Филипов, 2 рота на 14 воденска дружина[15]
- Ангел войвода, български хайдутин и революционер[16]
- Атанас Ангелов, македоно-одрински опълченец, 40 (43)-годишен, земеделец, неграмотен, четата на Стоян Филипов, 2 рота на 14 воденска дружина[17]
- Ангел Петров Ангелов, народен музикант-кларинетист, роден на 7 ноември 1917, преселил се със семейството си в Хухла през 1923 година, живял до 8 ноември 1992 година в Ивайловград
- Васил Кръстев Топузов (1873 – след 1943), македоно-одрински опълченец, служи в Нестроевата рота на 14-а воденска дружина;[18] на 5 март 1943 година като жител на Неврокоп[18] подава молба за българска народна пенсия, която е одобрена и пенсията е отпусната от Министерския съвет на Царство България[18]
- Георги Трендафилов, български опълченец, III опълченска дружина, умрял преди 1918 г.[19]
- Иван Ангелов, македоно-одрински опълченец, 28-годишен, 3 рота на 5 одринска дружина, носител на орден „За храброст“ IV степен[20]
- Иван Апостолов (1847 – 1926), български хайдутин и революционер
- Иван Даскала, български революционер, четник при Филип Цветанов
- Константин Ангелов, македоно-одрински опълченец, 34 (35)-годишен, земеделец, неграмотен, четата на Стоян Филипов, 1 рота на 14 воденска дружина[21]
- Коста Амижев (Амижов), македоно-одрински опълченец, 40-годишен, земеделец, неграмотен, четата на Стоян Филипов[22]
- Петър Ангелов, македоно-одрински опълченец, 31 (32)-годишен, земеделец, основно образование, четата на Стоян Филипов, Нестроеа рота на 14 воденска дружина[23]